# Alfen (Borchen)
Alfen is een plaats in de Duitse gemeente Borchen, deelstaat Noordrijn-Westfalen, en telt 1.995 inwoners (gemeentestatistiek per 31 december 2019).
Het dorp is de enige plaats in de gemeente Borchen, die ten westen van de Autobahn A33 ligt.

## Bezienswaardigheden
- De twee St.-Walburgakerken te Alfen zijn beide architectonisch interessant. 
  - De Oude St.-Walburgakerk dateert uit de 13e eeuw. In 1974 werd het gebouw aan de eredienst onttrokken. De voormalige kerk werd daarna een jongerencentrum.
  - De Nieuwe St.-Walburgakerk (1907) is tegenwoordig de parochiekerk van het dorp, en beval veel religieuze objecten, die in 1974 uit de Oude St.-Walburgakerk zijn verwijderd. Daartoe behoort een beeld uit omstreeks 1420 van de Madonna met Kind.

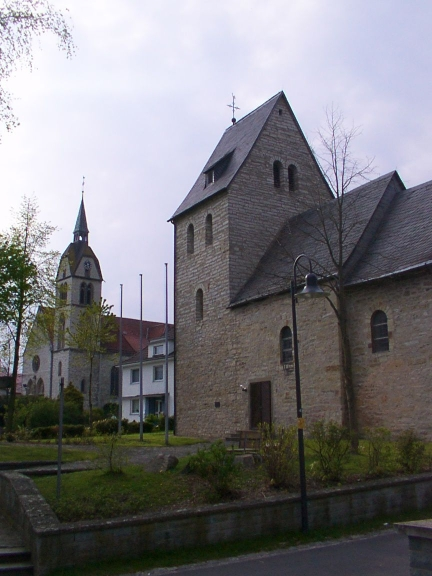
Alfen, oude en nieuwe St. Walburgakerk
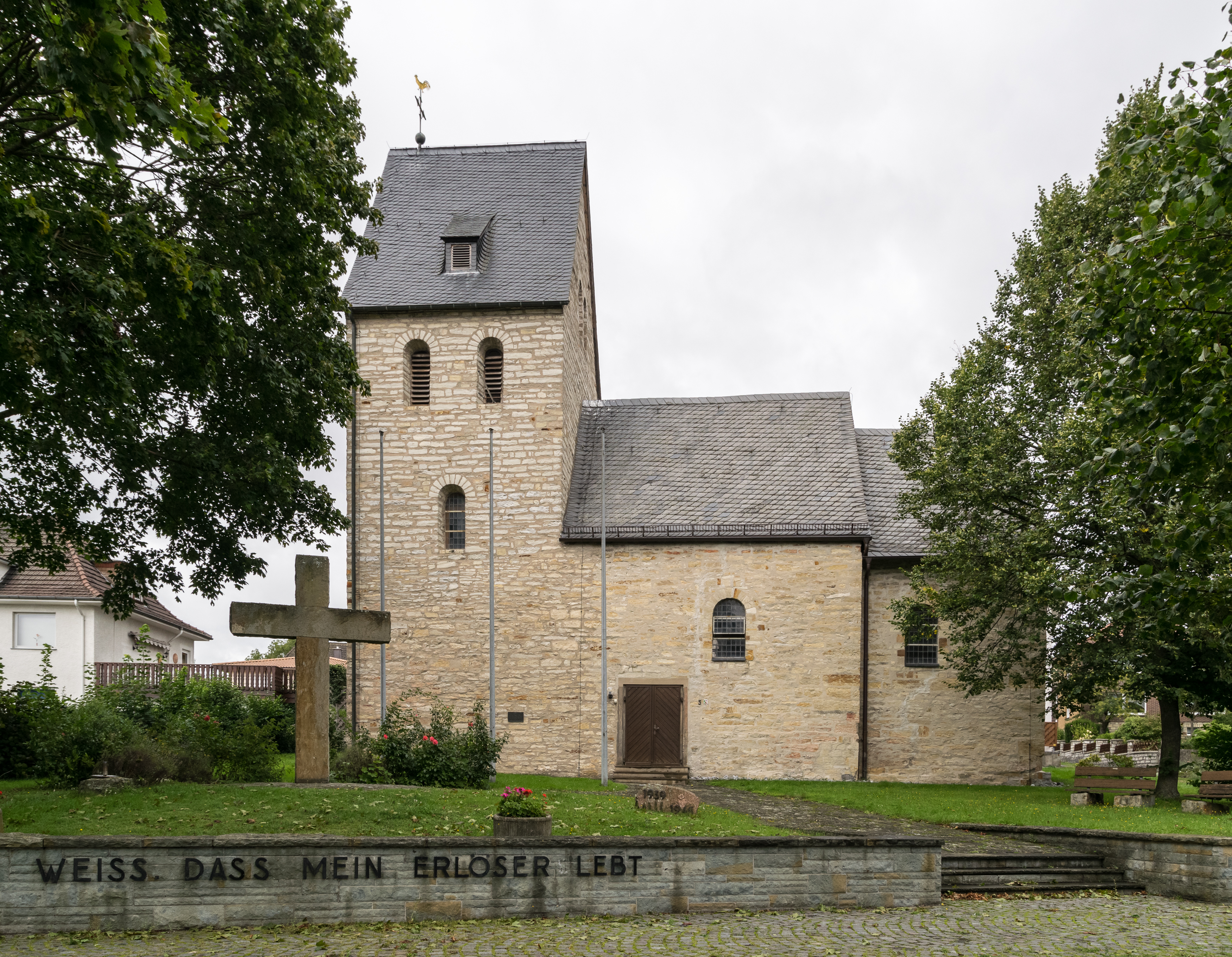
Alfen, Oude St. Walburgakerk
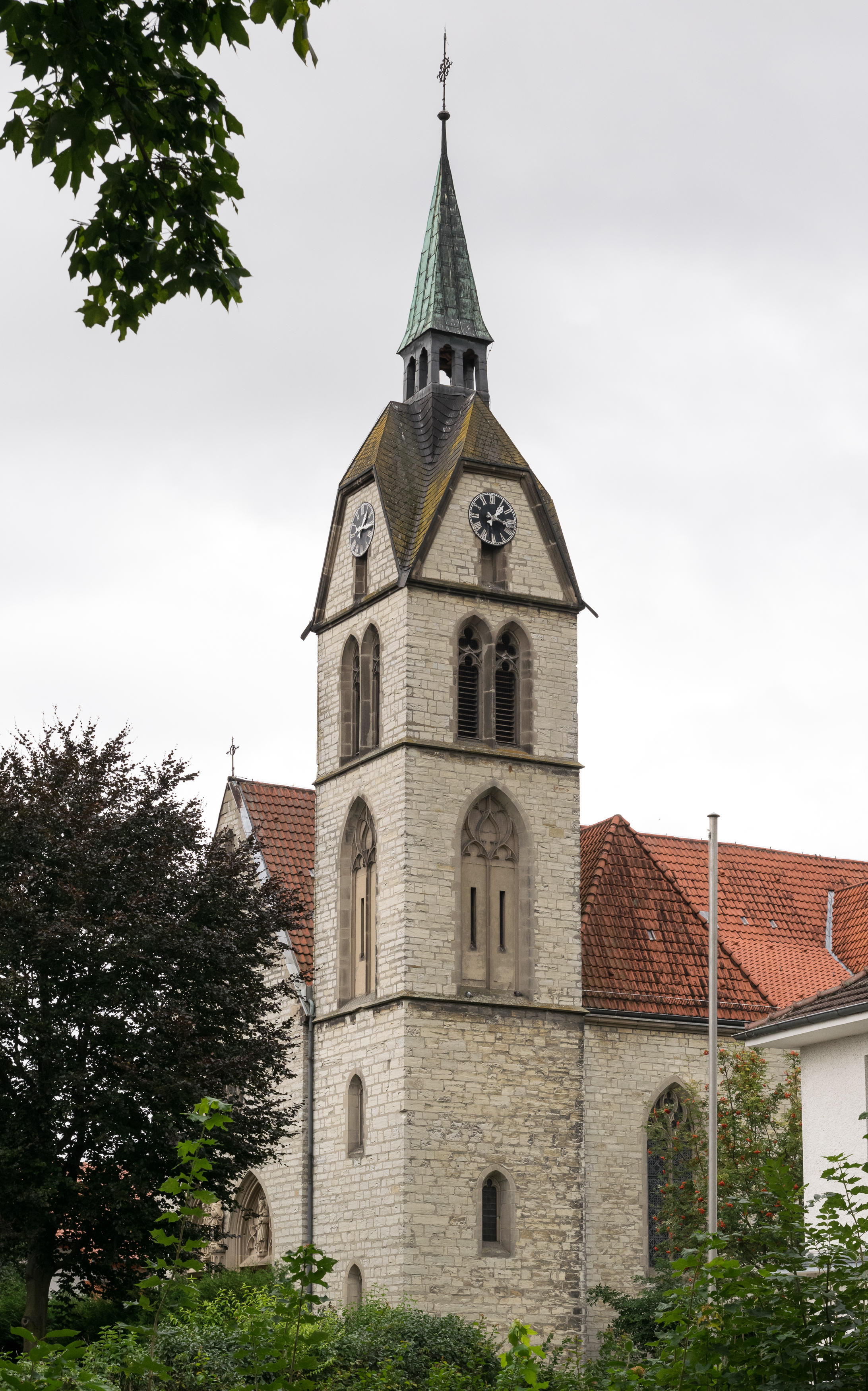
Alfen, Nieuwe St. Walburgakerk

Zie voor meer gegevens, o.a. over de geschiedenis, onder Borchen.